# Jan Štěrba
Jan Štěrba (ur. 1 czerwca 1981) – czeski kajakarz. Dwukrotny brązowy medalista olimpijski.
Medale zdobywał w 2012 i 2016 w kajakowej czwórce na dystansie 1000 metrów. Podczas obu startów osadę tworzyli również Daniel Havel, Lukáš Trefil i Josef Dostál. Na mistrzostwach świata wywalczył pięć medali. Sięgnął po złoto w kajakowej czwórce na dystansie 1000 metrów w 2014, srebro w 2013 oraz brąz w 2010 i 2015. W czwórce na dystansie 500 metrów był drugi w 2017. W latach 2005–2015 był wielokrotnym medalistą mistrzostw Europy w różnych konkurencjach, sięgając łącznie po trzy złote, dwa srebrne i cztery brązowe krążki.